# Świątynia Izis
Świątynia Izis na wschodzie Warszawy – polska loża wolnomularska otwarta 1 kwietnia 1780 przez lożę Katarzyny pod Gwiazdą Północną. Pracowała w języku polskim. Reaktywowana 9 stycznia 1809, włączono do niej członków Świątyni Mądrości. W 1811 miała 183 członków czynnych i 66 honorowych. 11 maja 1816 założyła lożę Kazimierza Wielkiego. Pracowała do kasaty w 1821.